# Manigod
Manigod település Franciaországban, Haute-Savoie megyében. Lakosainak száma 1006 fő (2022. január 1.). Manigod La Giettaz, Saint-Nicolas-la-Chapelle, Ugine, Le Bouchet-Mont-Charvin, Les Clefs, La Clusaz, Serraval és Thônes községekkel határos.

## Népesség
A település népességének változása:
| Lakosok száma | 1008 | 1005 | 1026 | 1004 | 998  | 996  | 999  | 1003 | 1006 |
|               | 2013 | 2015 | 2016 | 2017 | 2018 | 2019 | 2020 | 2021 | 2022 |